# Кошкентал (Абайская область)
Кошкентал (каз. Көшкентал) — село в Аягозском районе Абайской области Казахстана. Входит в состав городской администрации Аягоза. Находится у южной окраины города Аягоза. Код КАТО — 631800500.

## Население
В 1999 году население села составляло 102 человека (58 мужчин и 44 женщины). По данным переписи 2009 года, в селе проживали 133 человека (68 мужчин и 65 женщин).